# Slot Zeist
Slot Zeist is een zeventiende-eeuws slot in de Nederlandse gemeente Zeist dat gebouwd was als lustoord van Willem Adriaan van Nassau. Het slot is ontworpen door architect Jacobus Roman. Het slot is omgeven door een Engels landschapspark en het Broeder- en Zusterplein.
Het grondgebied waarop het slot is gebouwd werd in 1165 vermeld als eigendom van ene Godefridus van Seyst, zonder vermelding van een huis. In 1536 wordt wel melding gemaakt van bebouwing wanneer "dat huys te Seyst, vry eigen goed" door de Staten van Utrecht erkend wordt als ridderhofstad.
Willem Adriaan van Nassau heer van Odijk, Kortgene, Zeist en Driebergen, een kleinzoon van Maurits van Oranje, kocht in 1677 de heerlijkheid van de Staten van Utrecht en liet het huidige slot bouwen. Architect van het huis was Jacobus Roman, die ook Paleis Het Loo ontwierp. Het interieur is voornamelijk ontworpen door de hugenoot Daniël Marot. Zijn grotendeels bewaard gebleven muur- en plafondschilderingen doen denken aan de Franse barok. De bouw duurde van 1677 tot 1686. De Antwerpse beeldhouwer Albert Xavery maakte voor de tuin twee allegorische beeldengroepen van de werelddelen Europa, Afrika, Azië en Amerika, die werden geplaatst langs de gracht aan weerszijden van het slot. Van Nassau en zijn huis werden daarmee als het ware het centrum van de wereld. Alleen de groep Europa en Afrika is bewaard gebleven.
In 1745 werd Slot Zeist aangekocht door de koopman Cornelis Schellinger. In 1746 schonk hij een gedeelte aan de hernhutters dat zou dienen als hun hoofdkwartier in Nederland. De hernhutters lieten voor het slot een Broeder- en Zusterplein aanleggen.
In 1830 werd Jan Elias Huydecoper de nieuwe eigenaar. Hij gaf aan Jan David Zocher jr. de opdracht om de achtertuin te ontwikkelen tot een landschapspark. Het barokke interieur werd aangepast aan de empirestijl die toen de mode was. De grote barokke muurschildering in het trappenhuis overleefde deze ingreep omdat die rechtstreeks op de muur was geschilderd.
In 1924 werd het slot door de gemeente Zeist gekocht.
Het slot werd in 1969 gerenoveerd onder leiding van architect Johannes Bernardus van Asbeck, die bracht het terug naar de oorspronkelijke barokstijl waarbij hij onder andere gebruik maakte van authentiek sloopmateriaal uit andere barokgebouwen.
De gemeente heeft de exploitatie van het slot in handen gegeven van horeca-ondernemer Nico Bakker. Begin december 2023 werd bekend dat Fletcher Hotels de exploitatie van het slot van Bakker gaat overnemen.

## Eigenaren/bewoners van Slot Zeist
- 1165 - Godefridus van Seyst
- 1279 - 1297 - Godefridus van Zeyst
- ± 1297 - 1310 - Johan van Zeyst
- 1445 - Johan van Renesse van Rijnauwen, heer van Zeyst
- Frederik van Renesse tot Zeyst
- - 1521 Johan van Renesse van Zeyst Fredrikszoon
- Maria van Renesse van Zeyst, getrouwd met Dirk van Zuylen van Harmelen
- ± 1550 Johanna van Zuylen van Harmelen, vrouwe van Zeyst
- 1677 - 1705 - Willem Adriaan van Nassau, heer van Odijk en Kortgene
- 1705 - 1742 - Lodewijk Adriaan van Nassau-Odijk, vrijheer van Zeist en Driebergen
- 1742 - 1745 -Willem Adriaan II van Nassau, vrijheer van Zeist en Driebergen
- 1745 - 1767 - Cornelis Schellinger
- 1767- 1784 - Maria Agnes van Zinzendorf, vrijvrouwe van Zeist
- 1784 - 1792 - Johannes Renatus van Laer
- 1792 - 1816 - Johannes van Laer, ambachtsheer van Zeist
- 1816 - 1818 - Cornelus Renatus en Jacob van Laer
- 1818 - 1822 - Coenraad Willem Wijborch
- 1822 - 1830 - Evangelisch-Lutersche Gemeente te Berbice (Brits Guyana)
- 1830 - 1864 - jonkheer Jan Elias Huydecoper
- 1867 - 1908 - Henriëtte Maria Jacoba Labouchere-Voombergh
- 1908 - 1924 - mr René Labouchère
- 1924 - gemeente Zeist

## Fotogalerij

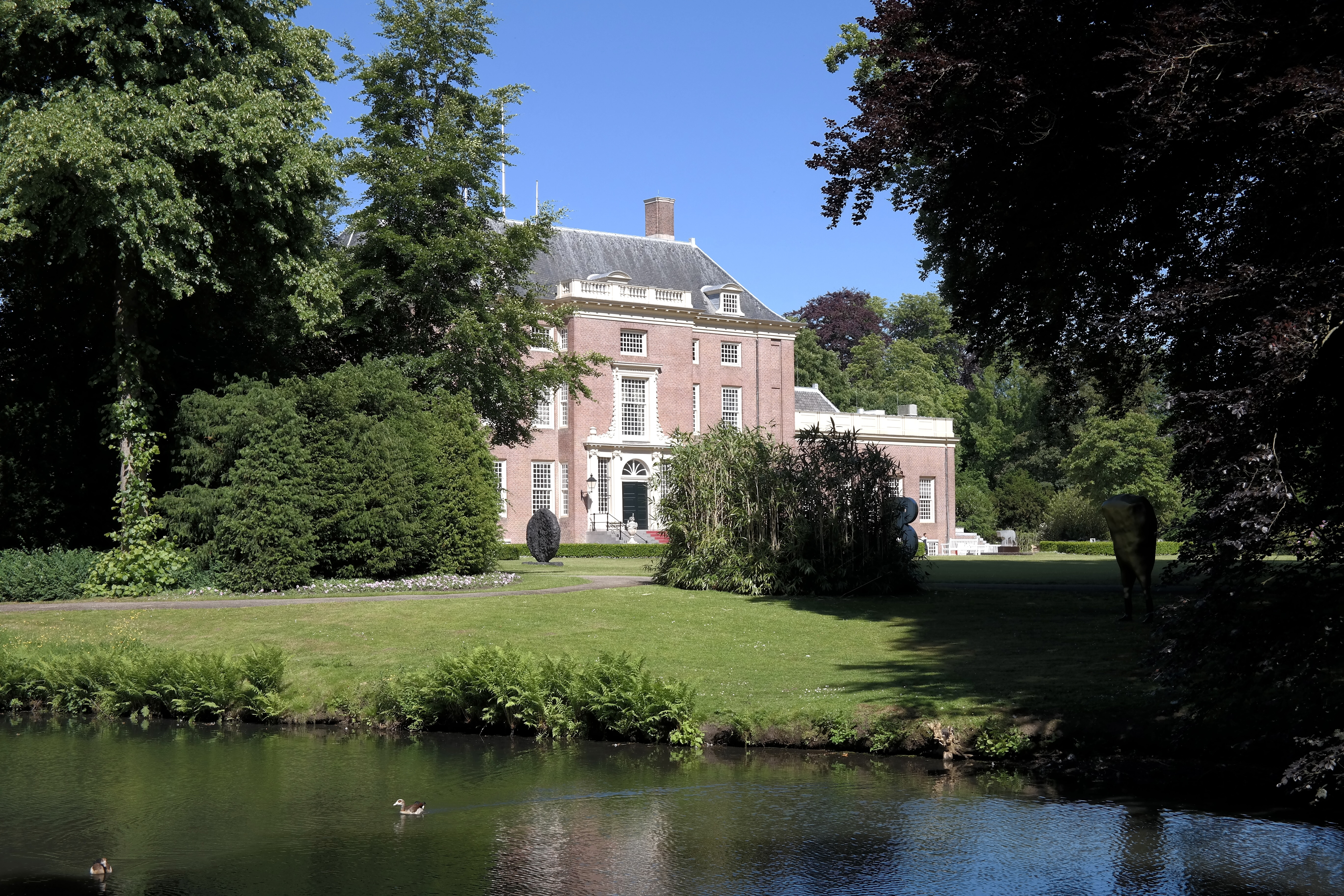
Bezien vanuit het park
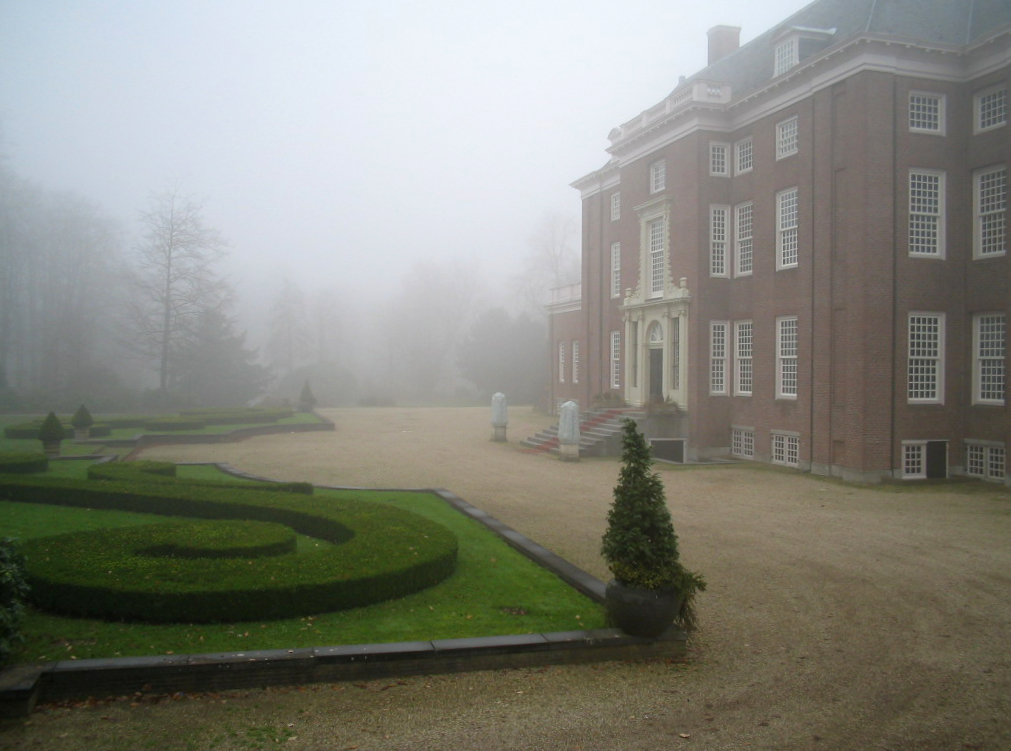
Achterzijde van Slot Zeist
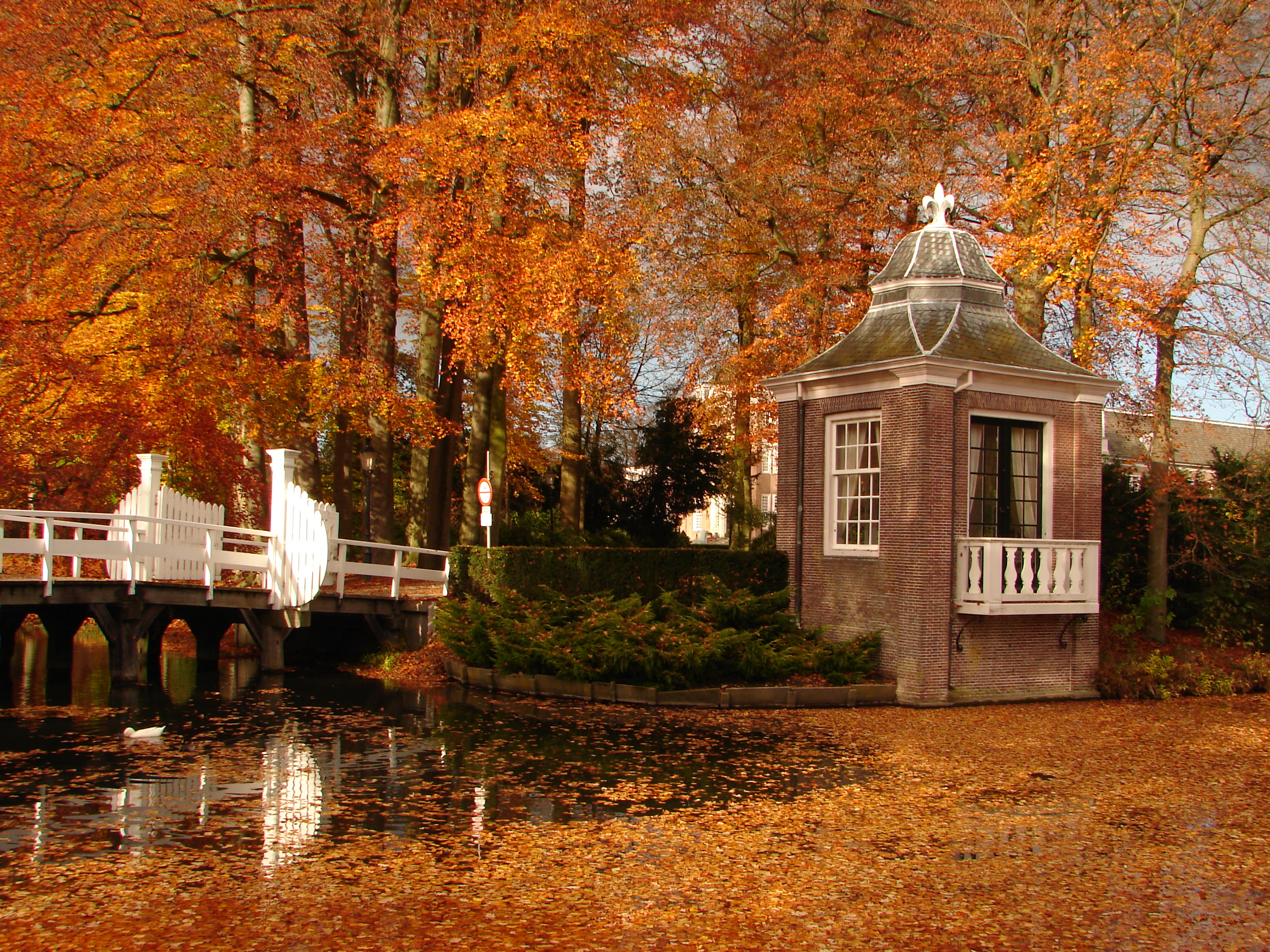
Theekoepel
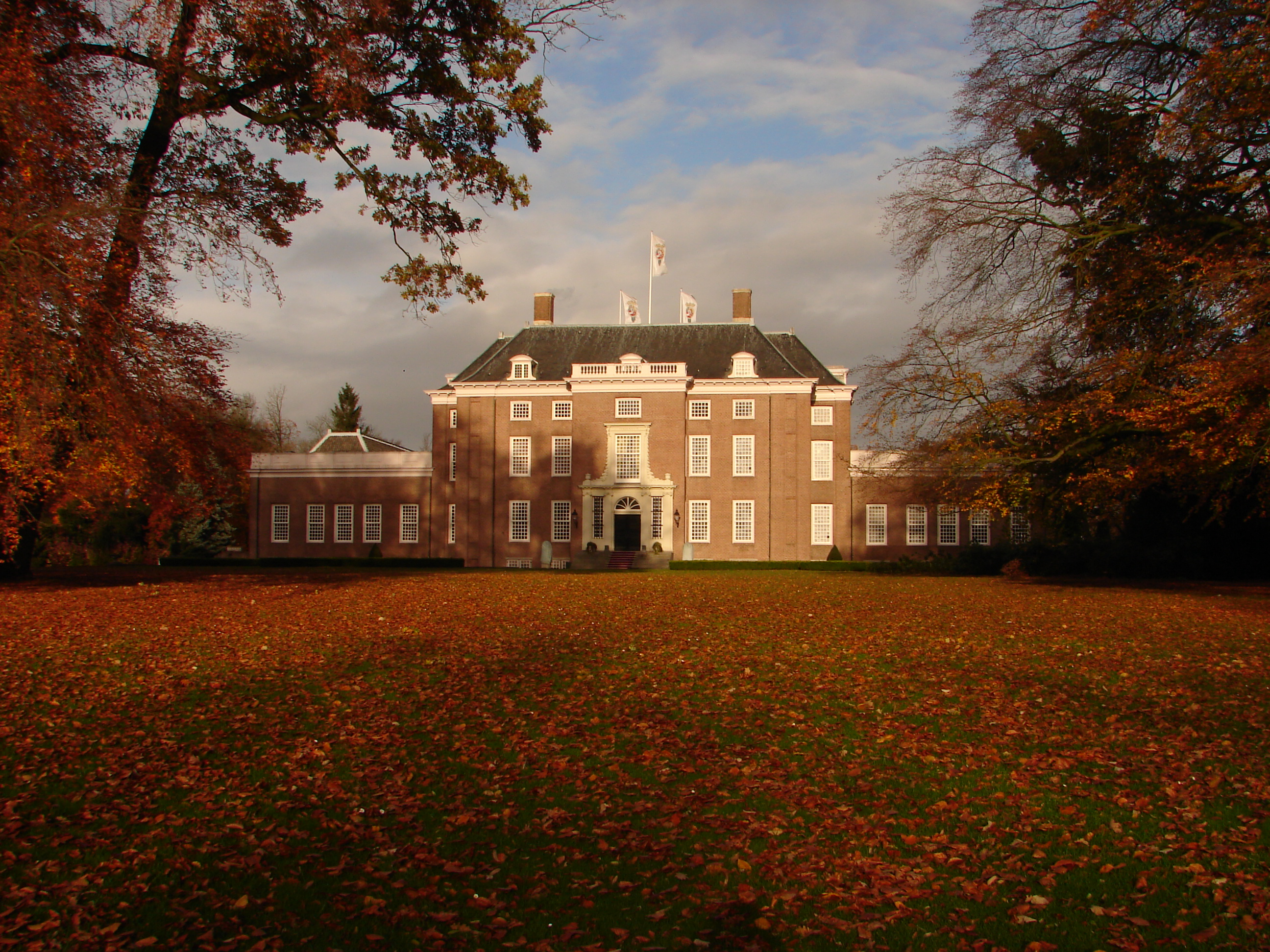
Achterzijde
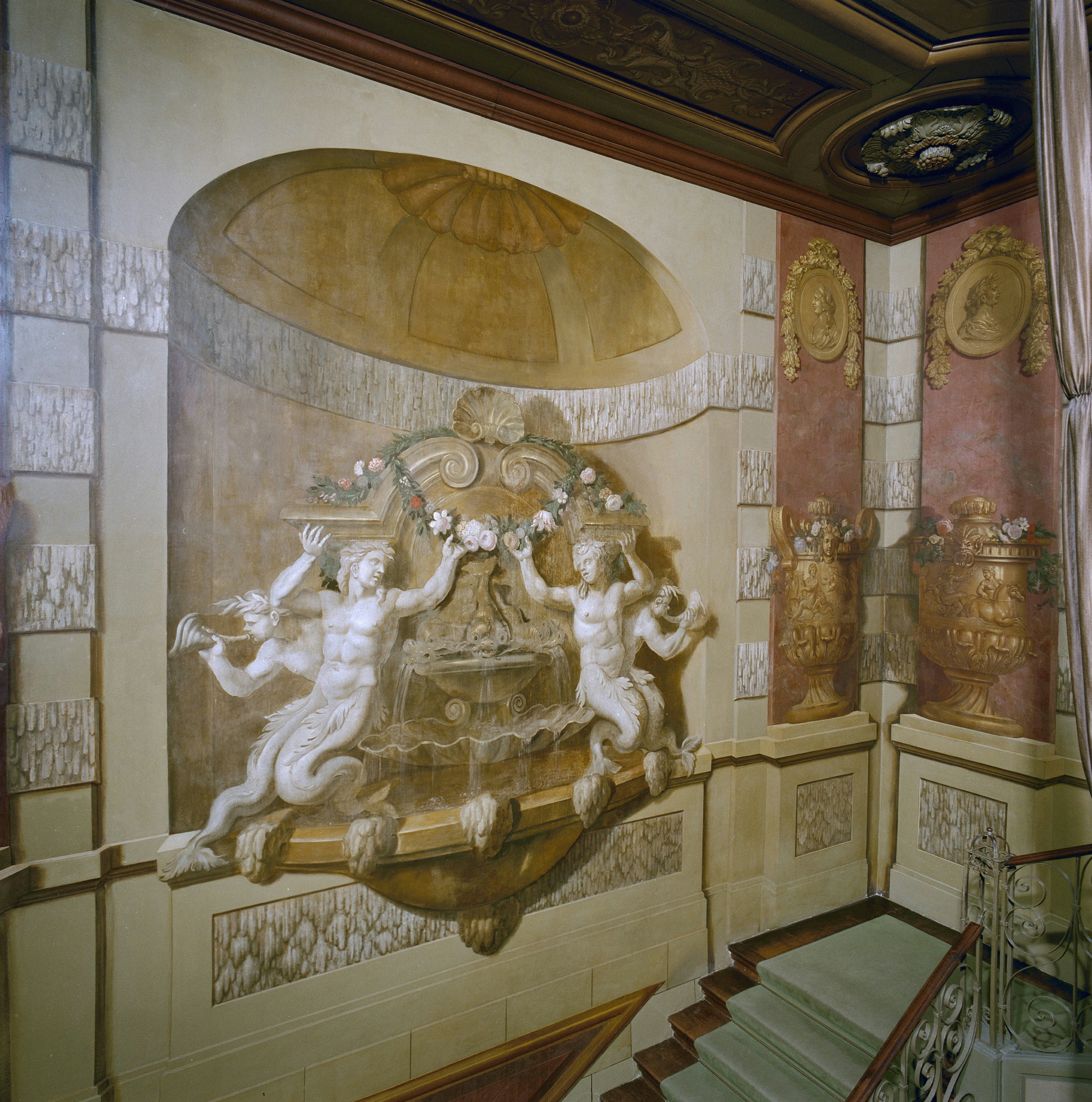
Trappenhuis met muurschildering van Daniël Marot
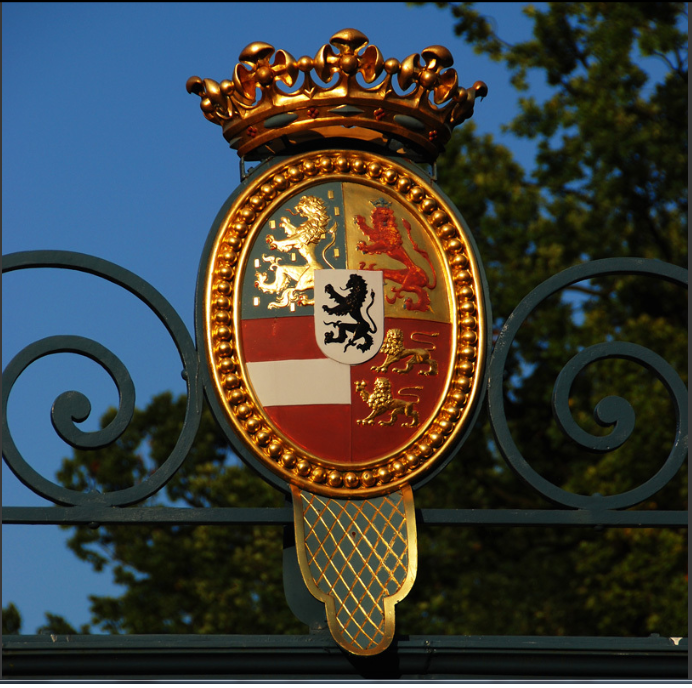
Wapen van Nassau-Lalecq op Slot Zeist